# Luis Gnecco
Luis Enrique Gnecco Dessy (Santiago, 12 de dezembro de 1962) é um ator chileno de cinema, teatro e televisão.
Em televisão tem participado em numerosas telenovelas, entre elas Villa Nápoli, Xeque mate, Amores de mercado, Bruxas, Lola e Soltera outra vez, além de séries como Prófugos e Narcos; e programas de comédia como De chincol a jote ou El desjueves. No cinema destacam suas participações em Johnny cien pesos (1993), a indicada ao Óscar, No (2012), como Fernando Karadima no El Bosque de Karadima (2015), como Pablo Neruda em Neruda (2016), Una mujer fantástica (2017), ganhadora do Óscar de melhor filme de língua estrangeira, e em Dois Papas (2019).

## Biografia
Estudou licenciatura em biologia durante três anos. No entanto, suas qualidades cênicas e cômicas começaram a despontar nesse período, sendo comum que o professor e destacado científico Humberto Maturana risse a cada vez que Gnecco realizasse imitações de professores da escola ou contasse piadas. Depois estudou na Escola de Teatro de Fernando González.
Em 1985 começou a trabalhar em telesseries. Dois anos mais tarde, começou a incursionar em programas de humor, com sua participação em De chincol a jote (Canal 13), e mais tarde, entre 1990 e 1995, foi parte do programa humorístico El desjueves (A Rede). Em 1998 participou do elenco do programa humorístico de Canal 13 Na' que ver con Chile. Em 2008 protagonizou a série de comédia La ofis, de Canal 13. É divorciado e tem dois filhos.
Em 2016 ganhou o prêmio na categoria "melhor ator" no History Havana Filme Festival 2016 (HFFNY) em Nova York, graças a seu papel protagonista no filme El bosque de Karadima do diretor chileno Matías Lira. Ademais, voltou a reunir-se junto ao diretor Pablo Larraín e o ator Gael García Bernal para protagonizar Neruda, onde interpreta à personagem principal, Pablo Neruda, e pelo qual obteve a indicação na categoria "melhor interpretação masculina" nos Prêmios Platino 2017.

## Filmografía

### Cinema
| Cinema | Cinema                                         | Cinema                              | Cinema                | Cinema |
| Ano    | Filme                                          | Papel                               | Director              |        |
| ------ | ---------------------------------------------- | ----------------------------------- | --------------------- | ------ |
| 1990   | Há algo lá afora                               | Aldo                                | Pepe Maldonado        |        |
| 1993   | Johnny cem pesos                               | Alfonso                             | Gustavo Graef Marinho |        |
| 2003   | Sexo com amor                                  | Tomás                               | Boris Quercia         |        |
| 2003   | Procurando à señorita Hyde                     | Inspector Gormaz                    | Pepe Maldonado        |        |
| 2005   | Parêntese                                      | Gustavo                             | Francisca Schweitzer  |        |
| 2005   | Alberto: quem sabe quanto custa fazer um ojal? | Tio                                 | Ricardo Larraín       |        |
| 2006   | Pai Nosso                                      | Pedro                               | Rodrigo Sepúlveda     |        |
| 2007   | Casa de remolienda                             | Mauricio Valdebenito                | Ignacio Eyzaguirre    |        |
| 2007   | O clavel negro                                 | Oliva (chefe de protocolo da Moeda) | Åsa Faringer          |        |
| 2008   | ChilePuede                                     | Ministro do Interior                | Ricardo Larraín       |        |
| 2009   | O visitante nocturno                           |                                     | Pepe Maldonado        |        |
| 2009   | O dance da vitória                             | Monasterio                          | Fernando Trueba       |        |
| 2012   | Jovem e alocada                                | Entrevistado                        | Marialy Rivas         |        |
| 2010   | Pós Mortem                                     | Tato                                | Pablo Larraín         |        |
| 2012   | Pérez                                          | Pérez                               | Álvaro Viguera        |        |
| 2012   | Não                                            | José Tomás Urrutia                  | Pablo Larraín         |        |
| 2012   | Passeio de escritório                          | Leio                                | Roberto Artiagoitia   |        |
| 2013   | O derechazo                                    | Rubén Morais                        | Lalo Prieto           |        |
| 2014   | The Stranger                                   | Tenente De Luca                     | Guillermo Amoedo      |        |
| 2014   | Aurora                                         | Pedro                               | Rodrigo Sepúlveda     |        |
| 2015   | O Bosque de Karadima                           | Fernando Karadima                   | Matías Lira           |        |
| 2015   | Prima-a luze                                   | Avv. Ramos                          | Vincenzo Marra        |        |
| 2016   | Neruda                                         | Pablo Neruda                        | Pablo Larraín         |        |
| 2016   | Aqui não tem passado nada                      | Gustavo Varria                      | Alejandro Fernández   |        |
| 2017   | Uma mulher fantástica                          | Gabriel Onetto Pertier              | Sebastián Lelio       |        |
| 2017   | Artax: Um novo começo                          | Vascão Zartundúa                    | Diego Corsini         |        |
| 2018   | El Ángel                                       | Héctor Robledo Puch                 | Luis Ortega           |        |
| 2019   | O mesmo sangue                                 |                                     | Miguel Cohan          |        |
| 2019   | Os dois Papas                                  | Cardeal Cláudio Hummes              | Fernando Meirelles    |        |
| 2020   | Ninguém sabe que estou aqui                    | Braulio                             | Gaspar Antillo        |        |
| 2021   | S.Ou.S Papai                                   |                                     |                       |        |
| 2021   | Tenho medo torero                              |                                     | Rodrigo Sepúlveda     |        |

### Telenovelas
| Teleseries | Teleseries           | Teleseries            | Teleseries             |
| Ano        | Teleserie            | Personagem            | Director               |
| ---------- | -------------------- | --------------------- | ---------------------- |
| 1987       | O convite            | Horacio Pinto         | Óscar Rodríguez        |
| 1989       | A intrusa            | Aldo Albanez          | Cristián Mason         |
| 1991       | Villa Nápoli         | Benito Carvajal       | Óscar Rodríguez        |
| 1992       | Armadilhas e caretas | Amadeo Morais         | Vicente Sabatini       |
| 1993       | Xeque mate           | Onofre Fajardo        | Vicente Sabatini       |
| 1994       | Rompecorazón         | Mauricio Gándara      | Vicente Sabatini       |
| 1996       | Adrenalina           | Álvaro do Canto       | Ricardo Vicuña         |
| 2000       | Santo ladrão         | Otilio Benítez        | María Eugenia Rencoret |
| 2001       | Amores de mercado    | Bernardo Torres       | María Eugenia Rencoret |
| 2002       | Purasangre           | Julio Marambio        | María Eugenia Rencoret |
| 2003       | Pecadores            | Reinaldo Gatica       | María Eugenia Rencoret |
| 2004       | Destinos cruzados    | Máximo Tagliati       | María Eugenia Rencoret |
| 2005       | 17                   | Marco Talavera        | Víctor Huerta          |
| 2005       | Bruxas               | Leopoldo Quevedo      | Guillermo Helo         |
| 2006       | Descarado            | Moisés Castillo       | Guillermo Helo         |
| 2007       | Papi Ricky           | Leonardo Garay        | Ítalo Galleani         |
| 2007       | Lola                 | Ernesto Anguita       | Ítalo Galleani         |
| 2009       | Conta comigo         | Baltazar Polidori     | Ítalo Galleani         |
| 2009       | Coração rebelde      | Rubén Iturra          | Herval Abreu           |
| 2012       | Soltera outra vez    | Sergio "Pelao" Monroy | Herval Abreu           |
| 2013       | Soltera outra vez 2  | Sergio "Pelao" Monroy | Herval Abreu           |
| 2014       | Chipe livre          | Ricardo Felman        | Herval Abreu           |
| 2016       | 20añero aos 40       | Cristián Grez         | Germán Barriga         |
| 2018       | Soltera outra vez 3  | Sergio "Pelao" Monroy | Herval Abreu           |
| 2020       | A torre de Mabel     |                       | Cristián Mason         |

### Séries e unitários
| Séries e Unitários | Séries e Unitários             | Séries e Unitários                 | Séries e Unitários | Séries e Unitários |
| Ano                | Série                          | Papel                              | Episódios          | Canal              |
| ------------------ | ------------------------------ | ---------------------------------- | ------------------ | ------------------ |
| 1987-1991          | De chincol a jote              | Vários                             |                    | Canal 13           |
| 2002               | A vida é uma loteria           | José Ramón                         | 1 episódio         | TVN                |
| 2003               | Contos de mulheres             | Marco                              | 1 episódio         | TVN                |
| 2004               | O conto do tio                 | Víctor                             | 1 episódio         |                    |
| 2004               | Louco por ti                   | Taxista                            | 2 episódios        | TVN                |
| 2005               | Tempo final: em tempo real     | Tito                               |                    | TVN                |
| 2005               | Os Galindo                     | César Aros                         |                    | TVN                |
| 2005               | Heredia & associados           | González                           |                    | TVN                |
| 2005               | Os simuladores                 | Federico                           | 2 episódios        | Canal 13           |
| 2007               | Heróis                         | Eugenio Necochea                   | 1 episódio         | Canal 13           |
| 2009               | A Ofis                         | Manuel Porca                       | 12 episódios       | Canal 13           |
| 2010               | A Colónia                      | José Miguel Gorgona e Pau Queimado | 44 episódios       | Mega               |
| 2011               | Histórias da primeira vez      | Papai de Rodrigo                   | 1 episódio         | América TV         |
| 2011-2013          | Prófugos                       | Mario Moreno                       | 26 episódios       | HBO                |
| 2013               | O homem de tua vida            | Manuel                             | 1 episódio         | Canal 13           |
| 2015               | Narcos                         | A Barata                           | 1 episódio         | Netflix            |
| 2015               | El Bosque de Karadima: a série | Fernando Karadima                  | 3 episódios        | Chilevisión        |
| 2017               | Papai gracioso                 | Caco Martínez                      | 14 episódios       | Canal 13           |
| 2017               | Non uccidere                   | Pai Saverio                        | 1 episódio         | RAI                |
| 2018               | Aqui na terra                  | Orlando Cales                      | 3 episódios        | Fox Premium        |
| 2019               | Os Espookys                    | Papa Francisco                     | 1 episódio         | HBO                |
| 2020               | O Presidente                   | Luis Bedoya                        | 8 episódios        | Amazon             |
| 2020               | A Jauría                       | Claudio Valenzuela                 | 3 episódios        | Amazon             |